# Hyperolius kachalolae
Hyperolius kachalolae es una especie de anfibios de la familia Hyperoliidae.
Habita en Malaui, Zambia, posiblemente Angola, posiblemente República Democrática del Congo, posiblemente Mozambique y posiblemente Tanzania.
Su hábitat natural incluye sabanas secas y jardines rurales.